# اعتراضات خرداد ۱۴۰۱ ایران
اعتراضات خرداد ۱۴۰۱ ایران در پی فروریختن ساختمان متروپل انجام شد. در ابتدا مردم آبادان طی چند روز در خیابان‌ها شروع به راهپیمایی کردند. این اعتراضات که در آبادان با کندی اینترنت و گسیل مأموران امنیتی همراه شد به شهرهای دیگر ایران نیز گسترش پیدا کرد. عملکرد ضعیف امدادی، گسیل نیروهای انتظامی به محل حادثه، سکوت مقام‌های ارشد حکومتی دربارهٔ آن و انتشار اخبار ضد و نقیض دربارهٔ زنده بودن یا کشته شدن حسین عبدالباقی مالک ساختمان متروپل منجر به این اعتراضات شد.

## زمینه
ظهر روز دوشنبه ۲ خرداد ۱۴۰۱ بخشی از برج ۱۰ طبقه متروپل متعلق به هلدینگ ساختمان‌سازی عبدالباقی در خیابان امیری آبادان بر اثر شکست سازه‌ای فروریخت. بر اثر این حادثه چندین نفر فوت و مصدوم شدند. ساختمان متروپل در شش طبقه طراحی شده بود اما بعداً سه طبقه و بعد از آن مجدداً دو طبقه دیگر به آن اضافه شد.
آبادان و بسیاری از شهرهای دیگر ایران از هفته‌ها قبل شاهد بروز اعتراض‌هایی به گرانی کالاها بودند. عملکرد ضعیف امدادی، گسیل نیروهای انتظامی به محل حادثه، سکوت مقام‌های ارشد حکومتی دربارهٔ آن و اتشار اخبار ضد و نقیض دربارهٔ زنده بودن یا کشته شدن حسین عبدالباقی مالک ساختمان متروپل. منجر به اعتراضات در خرداد هم شد.
در روز حادثه حسین حمیدپور، شهردار وقت آبادان، دو شهردار سابق و نیز تعدادی از کارکنان شهرداری و ناظران با دستور قضایی بازداشت شدند. همچنین حسین عبدالباقی، مدیر عامل و رئیس هیئت مدیره هلدینگ عبدالباقی و مالک ساختمان متروپل که در ابتدا حکم بازداشت وی صادر شده بود بعداً جنازه غیرقابل تشخیصی با اسناد هویتی به او نسبت داه شد.
درحالی‌که شهر آبادان را طوفان ریزگرد فرا گرفته بود، نیروهای امنیتی محل را محاصره و همه راه‌ها را به آن بستند و جو امنیتی در آبادان ایجاد شد. به گفته پیمان جبلی، رئیس صدا و سیمای جمهوری اسلامی ایران، در حالی که شبکه خبر برای پوشش این حادثه آماده شده بود، از همه جا خواهش و از برخی جاها نیز دستور رسید که کار متوقف شود. درحالی‌که دربارهٔ احتمال ریزش باقی‌مانده ساختمان هشدار داده می‌شد، مردم محلی در مواردی خود برای آواربرداری و جستجوی بستگانشان اقدام می‌کردند.
با اینکه رابرت مالی، نماینده ویژه وزارت خارجه آمریکا در امور ایران، یک روز بعد از حادثه، فروریزی ساختمانی در مرکز شهر آبادان را تسلیت گفت ولی سید علی خامنه‌ای، رهبر جمهوری اسلامی ایران، که مرتباً برای درگذشت مقام‌ها، روحانیون و حتی بستگان آنها پیام تسلیت صادر می‌کند در اولین سخنرانی خود بعد از فروریختن ساختمان متروپل، دربارهٔ این حادثه سکوت کرد. و سه روز بعد در پیامی پس از تشکر از فعالیت چندروزه مسئولان دولت به مصیبت‌دیدگان تسلیت گفت.

## اعتراضات
با اینکه در روز حادثه، دوشنبه ۲ خرداد، پلیس ضد شورش در محل مستقر و در مرکز شهر آبادان منع آمد و شد اعلام شد؛ شماری از شهروندان در آبادان تجمع کرده و شعار «عزا عزاست امروز روز عزاست امروز آبادان بی صاحب، صاحب عزاست امروز» سر دادند. در این روز حسین حمیدپور، شهردار آبادان، توسط مردم حاضر در صحنه مورد ضرب و شتم قرار گرفت. یک روز بعد از حادثه گروهی از شهروندان در مجاورت بنای مخروبه متروپل آبادان، تجمع اعتراضی برپا کردند. معترضان با دادن شعار علیه مسئولان ذی‌ربط و مالک متروپل، به وقوع این حادثه و کمبود تجهیزات امدادی و نجات اعتراض کردند. آنها نسبت به ادعای مسئولان و رسانه‌های رسمی مبنی بر فوت عبدالباقی واکنش نشان دادند.
شامگاه چهارشنبه ۴ خرداد مردم آبادان با حضور گسترده زنان دست به راهپیمایی گسترده‌ای زدند و نسبت به عدم رسیدگی به افراد زیر آوار مانده در برج فروریخته متروپل اعتراض کردند. مردم این شهر علیه مسئولان محلی و سیاست‌های جمهوری اسلامی شعار دادند. اینترنت این شهر و برخی شهرهای دیگر استان خوزستان از جمله اندیمشک و رامهرمز نیز قطع شد. معترضان خواستار استعفای فرماندار و مسئولان شهر آبادان به‌دلیل بی‌کفایتی در آواربرداری از برج متروپل شدند.
شامگاه چهارشنبه ۵ خرداد در برابر شهرداری آبادان تجمعی برگزار شد و معترضان خواهان محاکمه مقصران این حادثه از جمله شهردار و اعضای شورای شهر آبادان شدند. معترضان به همخوانی سرود سلام فرمانده در ورزشگاه آزادی در روز قبل واکنش نشان دادند و شعار «تهران عروسیه، آبادان خونریزیه» و «فرمانده، فرمانده، شهر زیر آوار مانده» سردادند. شهر آبادان همچنان شاهد حضور سنگین پلیس در سطح شهر و اختلال در دسترسی به اینترنت بود. همچنین یک فروشگاه آجیل‌فروشی با نام عبدالباقی به آتش کشیده شد.
شهرهای دیگر ایران از جمله خرمشهر، شاهین‌شهر و بهبهان، پنجم خرداد محل برگزاری تجمعات اعتراضی مشابه شد. در شاهین‌شهر اصفهان که از مراکز مهم مهاجرت اهالی آبادان پس از شروع جنگ ایران و عراق است، معترضان شعار دادند «عزا عزاست امروز، روز عزاست امروز، آبادان بی‌صاحب صاحب عزاست امروز»، مردم خرمشهر در حمایت از مردم آبادان به خیابان‌ها آمده و با شعارهایی مانند «دروغه، دروغه عبدالباقی نمرده»، «خرمشهری به پا خیز، برادرت کشته شد»، «فرمانده، فرمانده، شهر زیر آوار مانده» همبستگی خود را با مردم آبادان نشان دادند.
بعد از گذشت چهار روز از فروریختن ساختمان اعتراضات در آبادان و شهرهای اطراف آن ادامه پیدا کرد. تظاهرات در آبادان با تیراندازی و در شهرهای اهواز و شاهین شهر با حمله نیروهای امنیتی و انتظامی روبه‌رو شد. اینترنت در آبادان به‌طور کامل قطع و در بقیه مناطق استان خوزستان نیز به شدت کند شد.
در پنجمین روز برای نخستین بار اعتراضاتی در شهرری در جنوب تهران برگزار شد و همزمان برخی در برابر تئاتر شهر با بازماندگان کشته‌شدگان متروپل همدردی کردند. معترضان شعار «مرگ بر دیکتاتور» سر دادند. حضور نیروهای امنیتی در مراسم سوگواری حسینیه عرب‌های شهر ری چشم‌گیر بود. همچنین تجمعاتی اعتراضی در آبادان و دزفول هم شکل گرفت.
یک‌شنبه ۸ خرداد نیروهای امنیتی سعی کردند تجمع مردم آبادان برای عزاداری را متفرق کنند. در حالی که مردم شعارهایی با مضامین «ننگ ما ننگ ما، رهبر الدنگ ما»، «می‌کشم می‌کشم آنکه برادرم کشت» سر می‌دادند، نیروهای امنیتی به سمت مردم معترض شلیک کردند. در مراسم سوگواری که حکومت ایران تشکیل داده بود عشیره‌های مهم خوزستان با پرچم و بیرق‌ها حضور پیش‌بینی نشده‌ای داشتند. هنگام آغاز سخنان روحانی مراسم و در زمان پخش زنده تلویزیونی مراسم، شعار «بی‌شرف، بی‌شرف» حاضران منجر به قطع برنامه از صداوسیما و شلیک گاز اشک‌آور و گلوله ساچمه‌ای از سوی نیروهای امنیتی به سمت مردم شد.
دوشنبه ۹ خرداد جشن قهرمانی باشگاه فوتبال استقلال تهران در لیگ برتر فوتبال ایران در تهران، بوشهر، کرمانشاه و فردیس کرج با اعتراضات مردم همراه شد. معترضان در ورزشگاه آزادی تهران شعار «آبادان، آبادان» سر دادند. معترضان شامگاه سه‌شنبه ۱۰ خرداد، با بستن جاده اهواز به اندیمشک چند خودرو را به آتش کشیدند.

## شعارها
«دروغه، دروغه، عبدالباقی نمرده». «آخوند برو گمشو»، «دشمن ما همینجاست دروغ میگن آمریکاست»، «باقی جنایت می‌کنه، مسئول حمایت می‌کنه»، «رهبر بی‌لیاقت، نمی خوایم، نمی خوایم»، «مرگ بر خامنه‌ای»، «از رکس تا متروپل، بسه دیگه تحمل»، «ما اشتباه کردیم که انقلاب کردیم»، «تهران عروسیه، آبادان خونریزیه»، «خرمشهری به پا خیز، برادرت کشته شد»، «رضاشاه، روحت شاد»، «فرمانده، فرمانده، شهر زیر آوار مانده»، «خوزستان، اتحاد اتحاد» و «عزا عزاست امروز، روز عزاست امروز، آبادان بی‌صاحب صاحب عزاست امروز» «می‌کشم، می‌کشم آن‌که برادرم کشت»، «خوزستانی می‌میرد، ذلت نمی‌پذیرد»، «رئیسی، استعفا»، «ننگ ما ننگ ما، صداوسیمای ما»، «شهر ما خرابه، مسئول همیشه خوابه»، «خامنه‌ای قاتله، ولایتش باطله» و «خامنه‌ای حیا کن، مملکتو رها کن»، «کشته‌های متروپل، تماشاچی نمی‌خواد»، و «بسیجی، برو گمشو»، «توپ تانک فشفشه آخوند باید گم بشه»، «نه غزه نه لبنان جانم فدای ایران» «سوریه رو رها کن فکری به حال ما کن»، فرمانده فرمانده ایران بی صاحب مانده، از شعارهای این اعتراضات هستند.

## واکنش‌ها
جمعی از هنرمندان و سینماگران ایرانی در بیانیه کوتاهی که با هشتگ «تفنگت را زمین بگذار» در شبکه‌های اجتماعی منتشر شد از نیروهای نظامی خواستند که مردم را سرکوب نکنند. در این بیانیه علت اعتراضات در شهرهای ایران «خشم عمومی از فساد، دزدی، ناکارآمدی، سرکوب و خفقان» خوانده شده‌است.
صدا و سیمای ایران بخش زنده مراسمی که توسط حکومت ایران برای کشته‌شدگان ریزش ساختمان متروپل تدارک دیده بود را به دلیل شعار معترضان در حین سخنرانی امام جمعه آبادان قطع کرد.